# Léopold Chandezon
Louis-Léopold Chandezon genannt Léopold († 17. Juli 1846) war ein französischer Dramatiker und Librettist des 19. Jahrhunderts. Außer seinen Werken ist von seinem Leben praktisch nichts bekannt, lediglich, dass er 1830 der erste Direktor des Théâtre des Folies-Dramatiques wurde.

## Werke
Seine Stücke wurden auf den größten Pariser Bühnen des 19. Jahrhunderts gespielt: Théâtre de l’Ambigu-Comique, Théâtre de la Gaîté, Théâtre de la Porte Saint-Martin etc.
- 1806: Le Dernier bulletin, ou la Paix, Vaudeville-Impromptu, mit Darrodes de Lillebonne
- 1814: Baudouin de Jérusalem ou les Héritiers de Palestine, Melodram in drei Akten, mit Eugène Cantiran de Boirie
- 1814: Henri IV, ou la Prise de Paris, Historienmelodram in drei Akten, mit de Boirie und J-B. Dubois
- 1815: Jean sans Peur, duc de Bourgogne, ou le Pont de Montereau, Heldenmelodram in drei Akten, mit de Boirie
- 1815: Le Mariage de Clovis, ou le Berceau de la Monarchie française, Melodram in drei Akten, mit de Boirie et J-B. Dubois
- 1815: La Marquise de Gange, ou les Trois frères, Historienmelodram in drei Akten, mit de Boirie
- 1815: La Sibylle, ou la Mort et le médecin, Feerie in 2 Akten mit Gesang und Tanz mit de Boirie et J-B. Dubois
- 1816: Le Connétable Du Guesclin, ou le Château des Pyrénées, Melodram in drei Akten, mit de Boirie
- 1816: Le Sacrifice d’Abraham, Stück in 4 Akten, mit Cuvelier
- 1817: Les Machabées, ou la Prise de Jérusalem, Weihedrama in 4 Akten, mit Cuvelier, am Théâtre de l’Ambigu (23. September)
- 1817: La Fille maudite, Melodram in drei Akten, mit de Boirie
- 1817: La Gueule de lion, ou la Mère esclave, Melodram in drei Akten, mit Cuvelier
- 1817: Roland furieux, Riitterpantomime und Feerie in 4 Akren und Prolog, mit Cuvelier
- 1818: La Forêt de Sénart, Melodram in drei Akten, mit de Boirie
- 1818: Jean Sbogar, Melodram in drei Akten, mit Cuvelier, am Théâtre de la Gaîté (24 Oktober)
- 1818: Le Coffre de fer, ou la Grotte des Apennins, Pantomime in drei Akten, mit Cuvelier
- 1819: La Grand-maman, Vaudeville-Komödie in einem Akt, mit J.-B. Dubois
- 1820: La Montre d’or, ou le Retour du fils, Mimodrama in 2 Akten, mit Cuvelier
- 1820: La Muette, ou la Servante de Weilhem, nach einer wahren Geschichte, in 1 Akt
- 1820: Le Paysan grand seigneur, ou la Pauvre mère, Melodram in drei Akten, mit de Boirie
- 1821: Sydonie, ou la Famille de Meindorff, mit Cuvelier, Musik von Alexandre Piccinni, am Théâtre du Panorama-Dramatique (3. Juli)
- 1821: L’Armure, ou le Soldat moldave, Melodram in drei Akten, mit Cuvelier
- 1821: La Prise de corps, ou la Fortune inattendue, anekdotische Folie in einem  Akt
- 1821: La Prise de Milan, ou Dorothée et La Trémouille, Stück in drei Akten, mit Cuvelier
- 1821: Le Temple de la mort, ou Ogier-le-Danois, Stück in drei Akten, mit Cuvelier
- 1823: La Chasse, ou le Jardinier de Muldorff, Vaudeville-Komödie in einem Akt, mit de Boirie
- 1823: Le Remords, Melodram in drei Akten
- 1824: Cardillac, ou le Quartier de l’Arsenal, Melodram in drei Akten, mit Antony Béraud, am théâtre de l’Ambigu (25. Mai)
- 1825: Les Aventuriers, ou le Naufrage, Melodram in drei Akten, mit Antony Béraud
- 1825: La Corbeille de mariage, ou les Étrennes du futur, Vaudeville in einem Akt, mit Maurice Alhoy und Armand-François Jouslin de La Salle
- 1825: Cagliostro, Melodram in drei Akten, mit Béraud
- 1825: Les Prisonniers de guerre, Melodram in drei Akten, mit Béraud
- 1825: La Redingote et la perruque, ou le Testament, Mimodrama in drei Akten, mit Béraud
- 1825: Mazeppa, ou le Cheval tartare, Mimodrame in drei Akten, nach Lord Byron, mit Cuvelier, Musik von M. Sergent, im Théâtre du Cirque-Olympique
- 1826: Le Corregidor, ou les Contrebandiers, Melodram in drei Akten, mit Béraud
- 1827: Le Rôdeur, ou les Deux apprentis, Drama in drei Akten, mit Béraud
- 1827: Le Vétéran, Militärstück in 2 Akten, mit Béraud
- 1828: Desrues, Melodram in drei Akten, mit Jules Dulong und Saint-Amand
- 1828: Irène, ou la Prise de Napoli, Melodram in 2 Akten, mit Béraud
- 1828: La Muse du boulevard, Traum in 2 Epochen, mit Prologen, Epilog und Gesang, mit Jules Dulong et Saint-Amand, Musik von M. Adrien, am Théâtre de l’Ambigu-Comique (7. Juni)
- 1829: L’Éléphant du roi de Siam, Drama in drei Akten und 10 Tableaus, mit Ferdinand Laloue, Musik von M. Degroot
- 1829: Le Nain de Sunderwald, Stück in 2 Akten in 8 Teilen, aus dem Englischen von Thackeray und Chandezon, Musik von M. Sergent, am Théâtre du Cirque-Olympique (19. November)
- 1829: La Tour d’Auvergne, premier grenadier de France, Militärstück in 2 Epochen und 8 Teilen
- 1827: Le Voile bleu, Vaudeville-Folie in einem Akt, mit Michel-Nicolas Balisson de Rougemont und Dulong
- 1837: Ma Rente avant tout, Vaudeville-Komödie in einem Akt, mit Belville, am Théâtre de la Porte Saint-Martin (29. Juni).